# Andreas Weyse
Andreas Weyse (født 1664, død 15. maj 1725) var en dansk deputeret, bror til Daniel Benjamin Weyse.
Weyse kom ved år 1700 fra Sachsen, hvor hans broder var præst, til København som købmand. 1708 trådte han i dansk tjeneste som justits- og kammerråd og fulgte kongen på dennes rejse til Italien som kasserer; fra november 1709 oppebar han en årlig gage af 1.200 rigsdaler. 1710 var han i Venedig for at rejse et lån på 300.000 rigsdaler mod pant i de norske bjergværker. Efter erobringen af Bremen i september 1712 udnævntes Weyse til kammerdirektør i stifterne Bremen-Verden, og som medlem af den i november 1713 nedsatte interimskommission og overret for Hertugdømmet Slesvig overdroges ham samtlige kammersager. Samme år blev han etatsråd og deputeret i Feltkommissariatet indtil april 1716, og fra september dette år i Søetatens Generalkommissariat. 1714 fik han fuldmagt til at rejse et lån på 300.000 rigsdaler hos Kurhannover og bemyndigelse til at inddrive restancer i Bremen og Verden. 1717 var han medlem af kommissionen til undersøgelse af de i dette år udskrevne ekstraordinære skatter i Danmark og Hertugdømmerne. 1718 blev han deputeret for finanserne, men afgik som sådan allerede 1720, da han udnævntes til meddirektør i Generalpostamtet. Samme år var han kongelig kommissær ved Pommerns tilbagegivelse; 1722 udnævntes han til konferensråd. 1723 blev han medlem af den oldenborgske matrikelkommission. Han udarbejdede en ny og værdifuld jordebog over grevskabet, men pådrog sig herved en sygdom, der medførte døden 15. maj 1725.
Andreas Hoyer betegner Weyse som en fuldendt hofmand med et meget vindende væsen. Oprindelig stod Weyse Anna Sophies parti meget nær, men da hendes svoger, storkansler Ulrik Adolf Holstein krydsede hans planer, intrigerede han mod dronningen. Kongen skal have tilbudt ham stillingen som oversekretær i Tyske Kancelli sammen med Det hvide Bånd, men Weyse afslog begge dele. Weyse ægtede 4. februar 1710 i København Marie Elisabeth Gasmann (død 1711). Han ejede det senere Holsteins Palæ (nu nr. 10) i Stormgade.
Han er begravet i Sankt Petri Kirke, hvor et af Johannes Wiedewelts smukkeste gravmæler fra 1776 pryder hans og broderens kapel.